# Јагњић Дол
Јагњић Дол је насељено место у саставу града Света Недеља у Загребачкој жупанији, Хрватска. До територијалне реорганизације у Хрватској налазио се у саставу старе загребачке приградске општине Самобор.

## Становништво
На попису становништва 2011. године, Јагњић Дол је имао 486 становника.

## Попис1991.
На попису становништва 1991. године, насељено место Јагњић Дол је имало 296 становника, следећег националног састава:
| Попис 1991.‍ | Попис 1991.‍ | Попис 1991.‍ | Попис 1991.‍ | Попис 1991.‍ |
| ----------- | ----------- | ----------- | ----------- | ----------- |
|             |             |             |             |             |
| Хрвати      | Хрвати      |             | 295         | 99,66%      |
| Срби        | Срби        |             | 1           | 0,33%       |
| укупно: 296 |             |             |             |             |